# Antispila oinophylla
Antispila oinophylla is een vlinder uit de familie zilvervlekmotten (Heliozelidae). De wetenschappelijke naam is voor het eerst geldig gepubliceerd in 2012 door van Nieukerken & Wagner.
De soort komt voor in Europa.